# Concertino voor trombone en orkest (David)
Het Concertino voor trombone en orkest in Es majeur van de Duitse vioolvirtuoos Ferdinand David werd geschreven in 1837. Het kreeg opusnummer 4. Het is een van de bekendste tromboneconcerten en is vaak een verplicht werk bij audities. Het is een van de eerste tromboneconcerten. Het stuk werd opgenomen door onder anderen Michael Ostrander, Carl Lenthe en Christian Lindberg.

## Geschiedenis
Het stuk werd geschreven voor de trombonist Carl Traugott Queisser, die erom bekendstond dat hij elk blaasinstrument van piccolo tot bastrombone en elk strijkinstrument van viool tot contrabas kon bespelen. Hij was gelijktijdig concertmeester van het Euterpe-orkest in Leipzig en solotrombonist in het Gewandhausorkest onder leiding van Felix Mendelssohn Bartholdy. Queisser was een goede vriend van Mendelssohn en van Ferdinand David, de concertmeester van het Gewandhausorkest. Ze speelden vaak samen strijkkwartet. Mendelsson beloofde Queisser om een tromboneconcert te schrijven. Mendelssohn vergat zijn belofte, en toen Queisser hem eraan herinnerde, vroeg Mendelssohn aan de toen 25-jarige David om het concert te schrijven. In 1837 beleefde het concert zijn première in het Gewandhaus met Queisser als solist onder leiding van Mendelsson. Het stuk was een groot succes, en trombonisten in heel Europa begonnen het stuk te spelen. Het tweede deel, waarvan David ook een versie maakte voor viool en piano, werd gespeeld op de begrafenis van Ferdinand David en wordt beschouwd als een van zijn belangrijkste werken.
Het stuk had zijn première in de Verenigde Staten in 1923 door het Cincinnati Symphony Orchestra onder leiding van Fritz Reiner, maar sindsdien is het originele orkestmateriaal zoek. In 1985 maakte de trombonist Christian Lindberg een reconstructie.

## Delen
Het concert bestaat uit 3 delen:
- I. Allegro maestoso
- II. Marcia funebre
- III. Allegro maestoso

Een typische uitvoering duurt ongeveer 13".

## Bezetting
Het concert is georkestreerd voor:
- 2 fluiten, 2 hobo's, 2 klarinetten, 2 fagotten;
- 4 hoorns, 2 trompetten, 3 trombones;
- pauken;
- strijkers.